# Chiesa di Santa Maria di Gesù Inferiore
La chiesa di Santa Maria di Gesù, sorgeva nel viale giostra basso. Appartenente all'arcidiocesi di Messina-Lipari-Santa Lucia del Mela, vicariato di Messina nord sotto il patrocinio della Madonna della Lettera, arcipretura di Messina, parrocchia di Santa Maria di Gesù Inferiore o "Maggiore".

## Storia

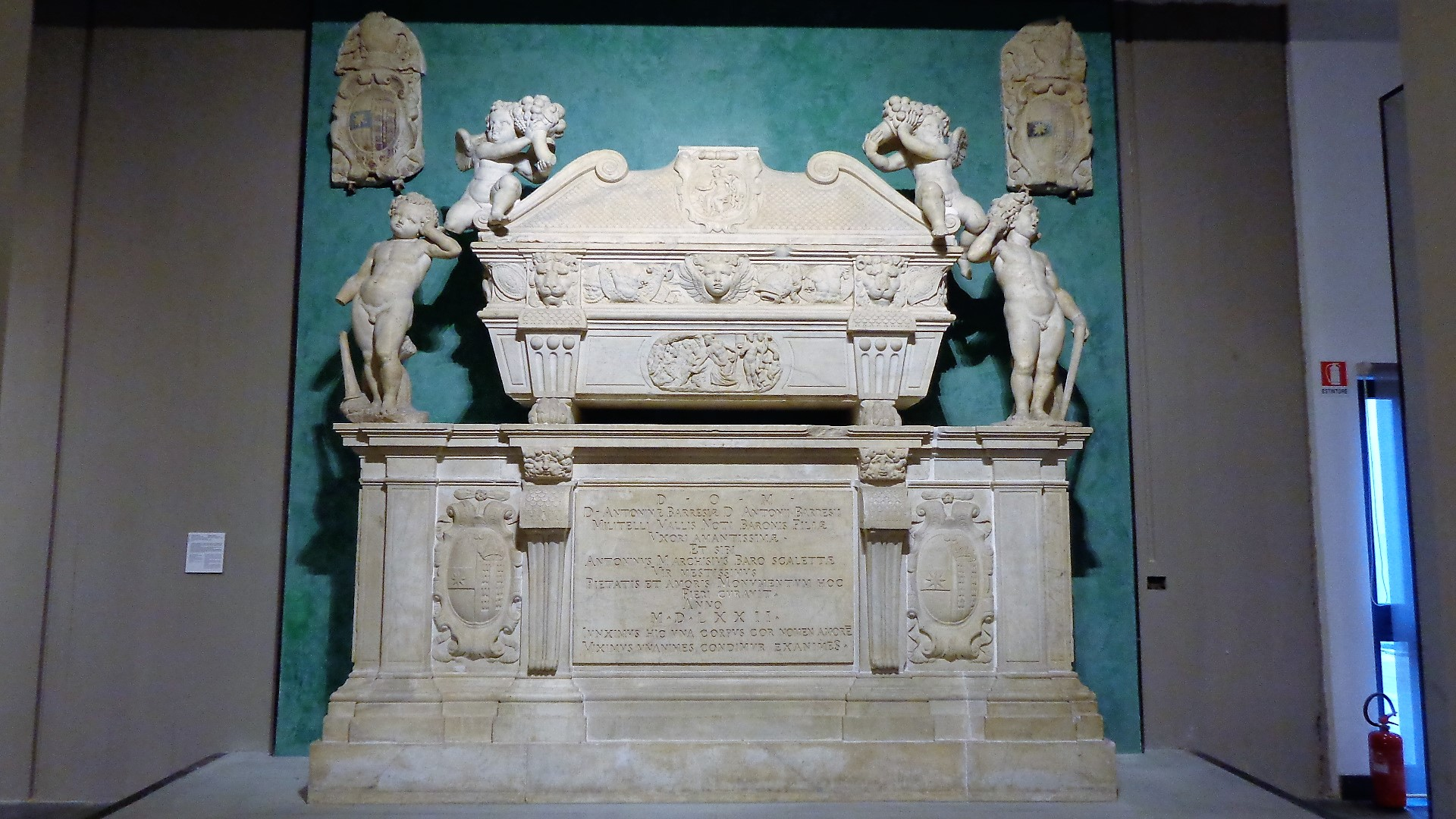
Monumento funebre Marchesi-Barresi, Museo regionale di Messina.

Sotto il regno di Giovanni I di Sicilia, l'arcivescovo Giacomo Tedesco autorizza lo sdoppiamento del convento di Santa Maria di Gesù che prevede una nuova sede più vicina alle mura della città, la costruzione della struttura determina l'inclusione della preesistente chiesa di San Tommaso di Canterbury.
Nell'abside del tempio di stile rinascimentale, titolari del patrocino la famiglia Marchese, sono documentate:
- XVI secolo, Cappella Marchese - Staiti, manufatti marmorei attribuiti per stile a Rinaldo Bonanno su disegni di Andrea Calamech, commissione di sepolture nella cappella gentilizia patrocinata dalla famiglia Marchese di Antonino Marchese, barone della Scaletta, per il padre Francesco del 1570 e alla madre Anna Staiti, collocati nell'area del coro. Opere trasferite dopo il 1863 nel Museo regionale di Messina.[3]
- XVI secolo, Cappella Marchese - Barresi, manufatti marmorei attribuiti per stile a Rinaldo Bonanno su disegni di Andrea Calamech, commissione di sepolture nella cappella gentilizia patrocinata dalla famiglia Marchese: di Antonino Marchese, barone della Scaletta, per la moglie Antonina Barresi, collocati nell'area del coro. Opere trasferite dopo il 1863 nel Museo regionale di Messina.[3][4]
- ?, Cappella Faraone.

Per la sua vastità e ricchezza, la costruzione era considerata come la chiesa madre del quartiere San Leone.
Il terremoto di Messina del 1908 rade al suolo il monumentale edificio, sostituito negli anni dalla chiesa baracca di San Luca.

### Opere documentate
Tra le numerose opere d'arte che arricchivano la chiesa: 
- XVI secolo, Santa Maria degli Angeli con San Giovanni che addita Gesù Cristo, dipinto opera di Antonio Catalano il Vecchio o l'Antico.[1][5]
- XVI secolo, Discesa dello Spirito Santo, dipinto, opera documentata di Antonio Catalano  il Vecchio o l'Antico.[5][6]
- XVI secolo, Stimmate di San Francesco, dipinto, opera documentata di Antonio Catalano  il Vecchio o l'Antico.[1][5][6]
- XVI secolo, Visione di San Francesco, dipinto, opera documentata di Antonio Catalano  il Vecchio o l'Antico.[6]
- XVII secolo, Natività, dipinto di ignoto autore.[6]
- XVII secolo, Adorazione dei Magi, dipinto di Gaspare Camarda.[1][6][7]
- XVII secolo, Sant'Antonio di Padova, dipinto di Giovanni Simone Comandè.[1][8]
- XVII secolo, Circoncisione, dipinto di Salvatore Mittica.[1][6]
- XVI secolo, Nostra Signora della Pietà, dipinto di Albrecht Dürer (altrimenti conosciuto come Duro o Durero).[1]
- 1606, Vergine del Carmelo raffigurata tra Santa Caterina e Sant'Antonio di Padova, opera documentata di Filippo Paladini.[6][8]
- XVII secolo, San Francesco orante, quadrone, dipinto documentato in sacrestia opera di Agostino Scilla.[6][9]
- ?, Vergine in gloria con angeli.[6]

### Convento di Santa Maria di Gesù di Ritiro Inferiore
Refettorio:
- 1617, La Cena del Signore, dipinto di Alonso Rodriguez,[1][4][10] restaurato da Letterio Subba, opera custodita nella sala della Giunta del Municipio di Messina.

### Epoca contemporanea

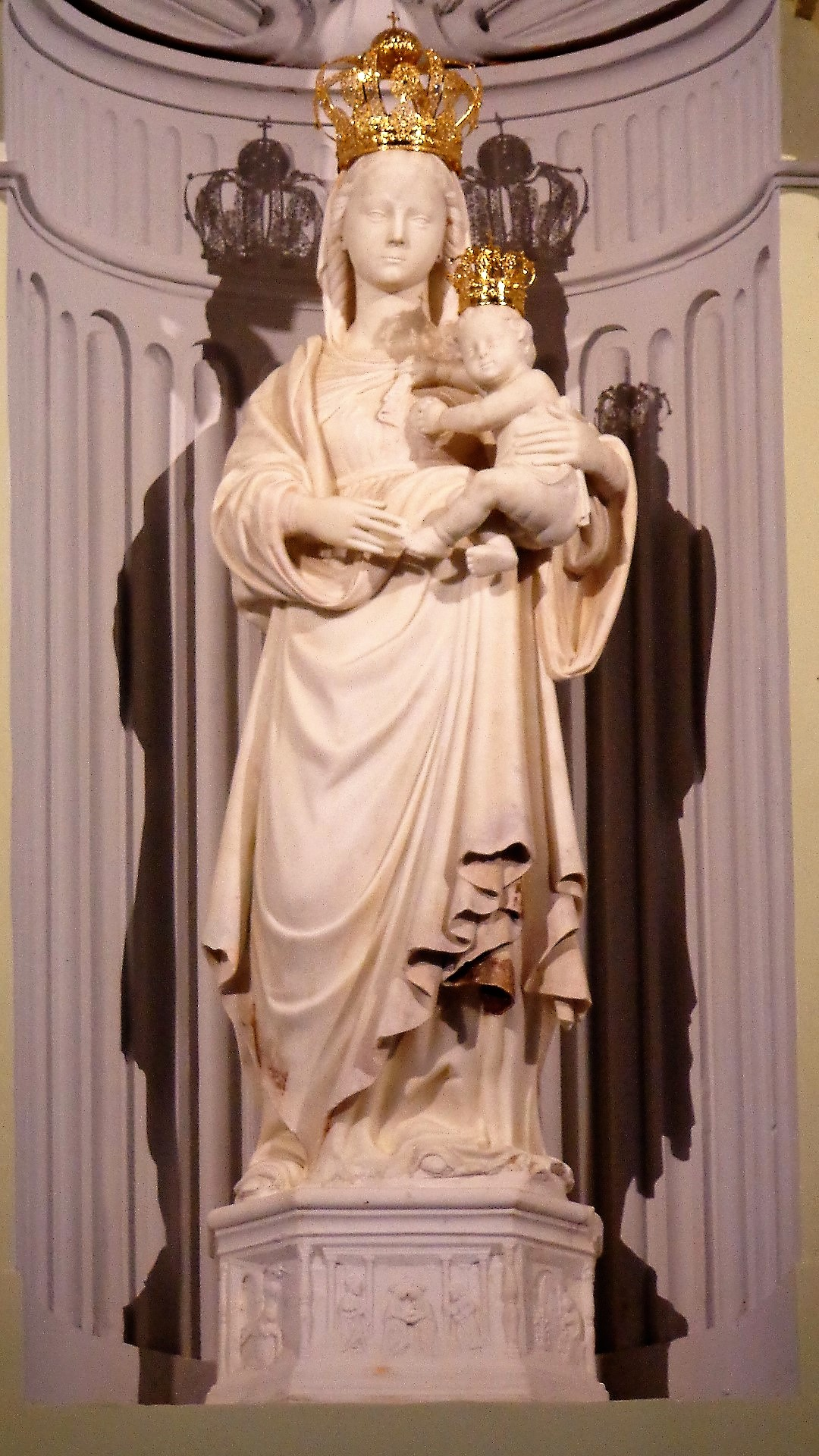
Madonna con Bambino, Antonello Gagini.

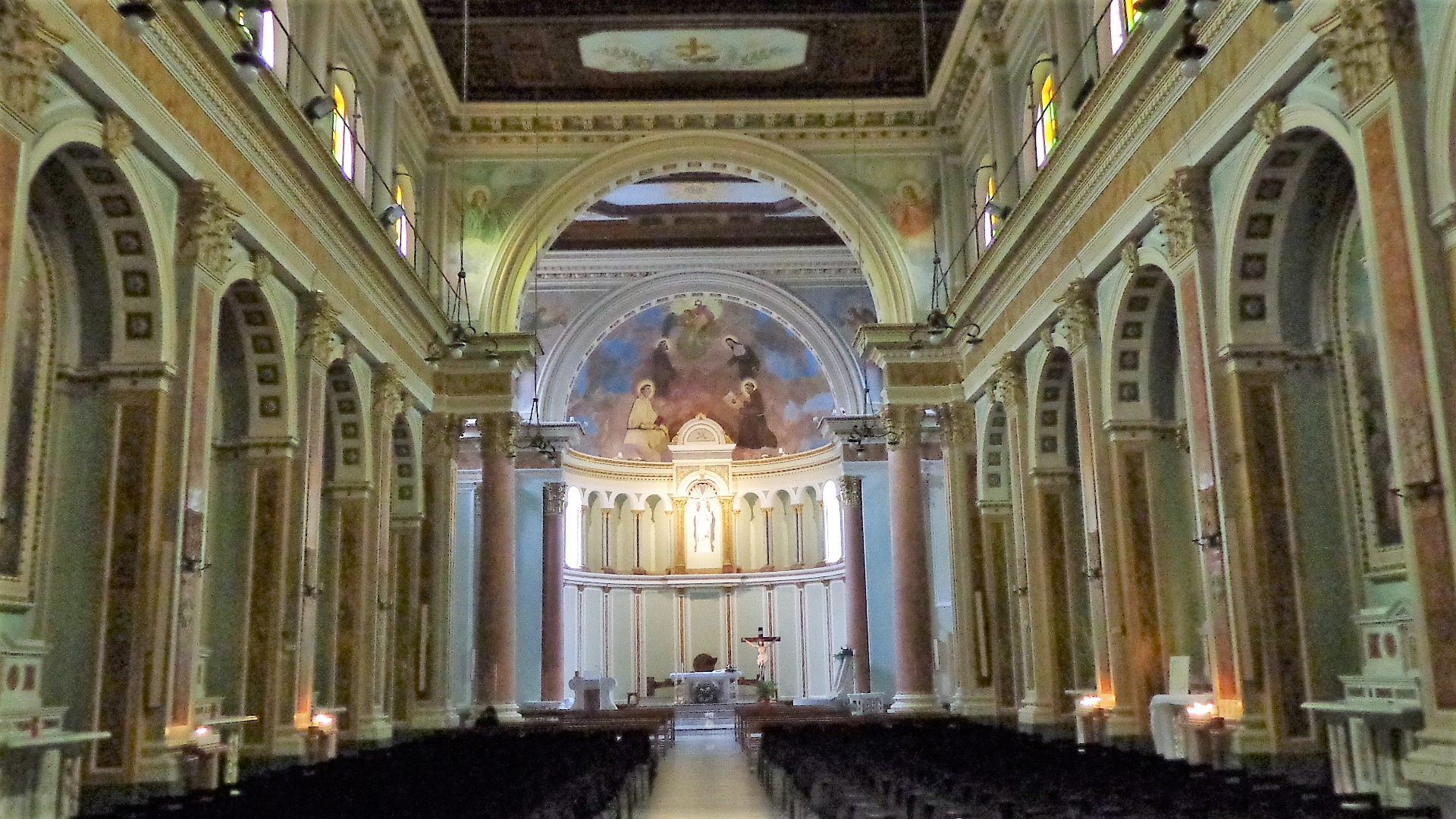
Navata.

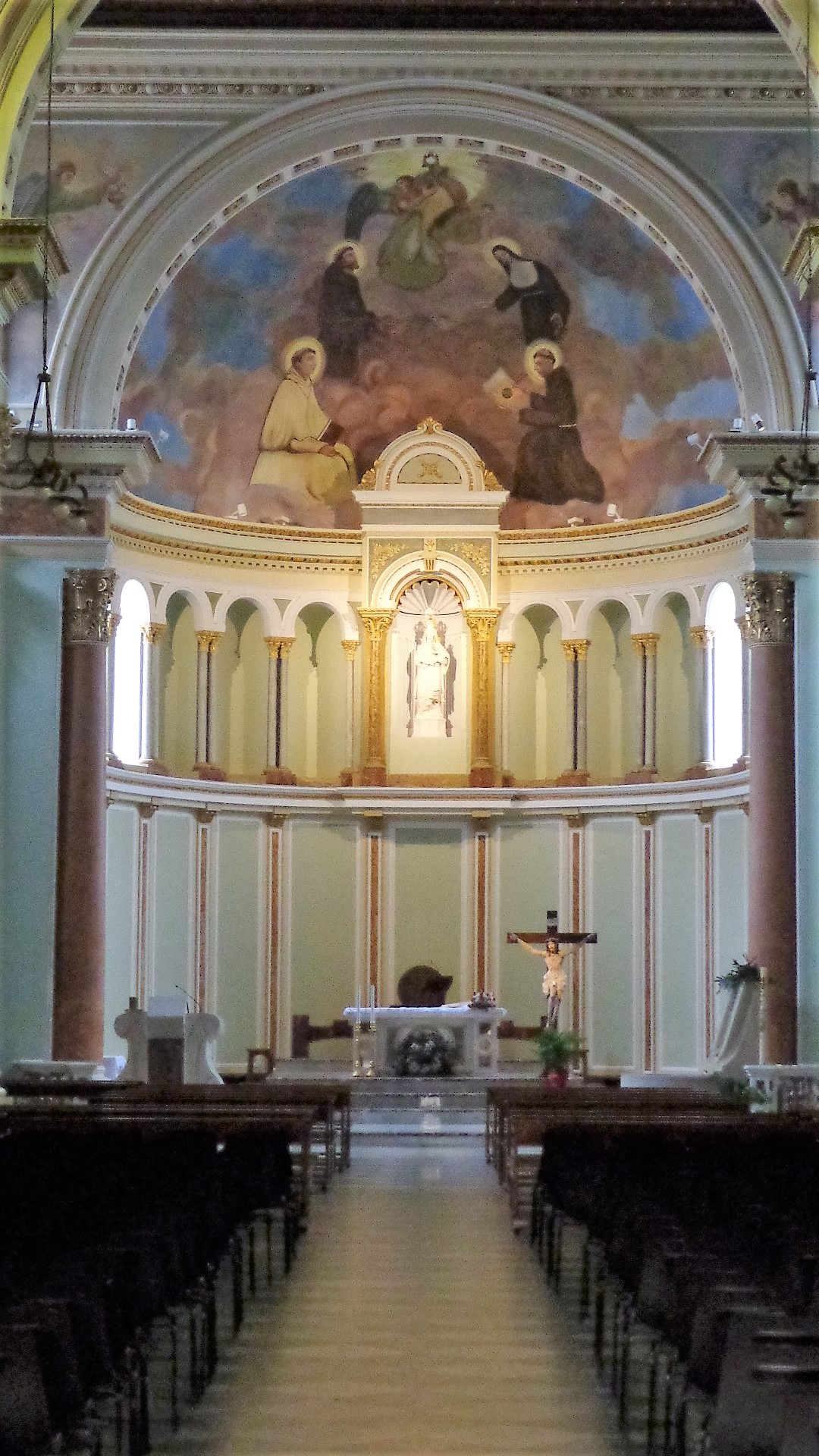
Presbiterio.

Dopo il disastro, chiesa e convento furono ricostruiti dall'Ordine dei frati minori nel lato opposto della città, là dove ha inizio il Viale San Martino, su terreno già del principe Ruffo: chiesa di Santa Maria di Gesù - Provinciale.

## Chiesa di Santa Maria di Gesù - Provinciale
L'attuale complesso parrocchiale si affaccia su Piazza Palazzotto, ricostruito con fondi statali, fu completato il 31 agosto 1932. Dal 2005 è affidata alle cure dei Missionari del Preziosissimo Sangue. L'architettura rispecchia l'eclettismo che ha ispirato la ricostruzione post terremoto della risorta Messina.

## Interno

### Navata destra
- Prima campata: Cappella dei Santi Francescani di Sicilia. Dipinto raffigurante Santi Francescani di Sicilia, opera di Alberto Farina.
- Seconda campata: Cappella di San Francesco Solano. Dipinto raffigurante San Francesco Solano, opera di Salvatore Galioto.
- Terza campata: Cappella di Sant'Antonio. Dipinto raffigurante Sant'Antonio di Padova, opera di Carlo Matteucci.
- Quarta campata: Cappella di Santa Elisabetta. Dipinto raffigurante Santa Elisabetta, opera di Giuseppe Barone.
- Quinta campata: Cappella di San Gaspare del Bufalo. Nicchia con statua raffigurante San Gaspare del Bufalo.
- Sesta campata: Cappella dell'Immacolata Concezione. Dipinto raffigurante l'Immacolata Concezione, opera di Giuseppe Barone.
- Settima campata: varco.

### Navata sinistra
- Prima campata: Cappella.
- Seconda campata: Cappella del Battesimo di Gesù. Dipinto raffigurante il Battesimo di Gesù, opera di Michele Amoroso.
- Terza campata: Cappella dei San Biagio. Dipinto raffigurante San Biagio, opera di Michele Amoroso.
- Quarta campata: Cappella di Santa Lucia. Dipinto raffigurante Santa Lucia, opera di Giuseppe Barone.
- Quinta campata: Cappella di San Giuseppe. Dipinto raffigurante San Giuseppe, opera di Giuseppe Barone.
- Sesta campata: Cappella del Santissimo Crocifisso. Scultura raffigurante il Crocifisso, opera di ignoto autore, proveniente dal primitivo luogo di culto, collocata su dipinto raffigurante le Anime del Purgatorio, opera di Giuseppe Barone.
- Settima campata: Cappella di Sant'Antonio di Padova. Dipinto raffigurante Sant'Antonio di Padova, opera di ignoto autore.

### Transetto
- Parete braccio destro: Cappella del Sacro Cuore. Nicchia con statua raffigurante il Sacro Cuore di Gesù.
- Parete braccio sinistro: Cappella di San Francesco d'Assisi. Nicchia con statua raffigurante San Francesco d'Assisi, opera d'autore ignoto.

### Presbiterio
Gli affreschi del soffitto, dell'abside e delle parti del transetto, opera di Salvatore Galioto, sono stati realizzati tra gli anni '50 e '60.
La statua marmorea della Madonna col Bambino di Antonello Gagini, commissionata allo scultore il 26 novembre 1499. La Vergine sorregge il Bambino con il braccio sinistro e sulla base sono realizzati dei bassorilievi con episodi della vita della Vergine - Annunciazione e Visitazione - e le figure di San Francesco d'Assisi e Sant'Antonio di Padova.